# Sociedade Portuguesa de Ciências Florestais
A Sociedade Portuguesa de Ciências Florestais (SPCF) tem como objecto fomentar o estudo e progresso da ciência e técnica florestais, contribuir para o esclarecimento dos problemas económicos e sociais da actividade florestal, da produção, à transformação e mercado dos bens e serviços florestais, promover, estimular a cooperação entre eles e desenvolver o intercâmbio nacional e internacional entre entidades e especialidades no seu domínio de actuação.

## Introdução
A Sociedade Portuguesa de Ciências Florestais (SPCF) é uma associação sem fins lucrativos, de âmbito nacional, que tem por objecto fomentar o estudo e progresso da ciência e técnica florestais, contribuir para o esclarecimento dos problemas económicos e sociais da actividade florestal, da produção, à transformação e mercado dos bens e serviços florestais, bem como promover e estimular a cooperação entre eles e desenvolver o intercâmbio nacional e internacional entre entidades e especialidades no seu domínio de actuação.
Foi fundada no ano de 1984 e desde essa data que tem vindo a reforçar a coesão e intervenção  da comunidade técnica e científica no desenvolvimento do setor, contribuindo para uma divulgação alargada da presença das florestas enquanto suporte à organização das sociedades.
Dentre as suas muitas e diversas atividades é de realçar a organização periódica de Congresso Florestal Nacional, tendo-se concretizado a última edição (a 7ª.) em Vila Real e Bragança, de 05 a 08 de Junho de 2013.
Para além do Congresso Florestal Nacional a SPCF promove, organiza e participa em diversas atividades, de entre as quais se destacam:
1. reuniões, cursos e ações de formação, visitas de estudo e quaisquer outras actividades de carácter científico, técnico e cultural, relacionadas com o seu objeto social;
2. edição e divulgação de trabalhos especializados, nomeadamente em revista ou boletim próprio;
3. atribuição de prémios a trabalhos científicos e técnicos e a criação de fundos para apoio à investigação científica e tecnológica e para a concessão de bolsas;
4. estabelecimento de acordos e parcerias com diversas associações e sociedades quer nacionais quer internacionais.

A SPCF pode ser sócia ou filiada de outras sociedades ou associações, nacionais ou internacionais.
Podem ser sócios da SPCF cidadãos nacionais e estrangeiros, empresas florestais, agro-florestais e agrícolas, comerciais e industriais e outras pessoas individuais e colectivas, cujas actividades se enquadrem no âmbito do objecto social. Os sócios da SPCF podem assumir as seguintes categorias:
1. ordinários: indivíduos, nacionais ou estrangeiros, residentes em território nacional;
2. correspondentes: indivíduos, nacionais ou estrangeiros, residentes fora do território nacional;
3. colectivos: entidades nacionais ou estrangeiras, que se interessem pelas actividades da SPCF;
4. honorários: indivíduos ou entidades, nacionais ou estrangeiros, que se notabilizem através da sua actividade científica ou técnica no domínio de actuação da SPCF;
5. beneméritos — os indivíduos ou entidades nacionais ou estrangeiras, que se notabilizem pelos apoios prestados à SPCF;
6. estudantes: estudantes, nacionais ou estrangeiros, que se interessem pelas actividades da SPCF.

## Corpos Sociais
Os atuais corpos sociais, eleitos durante o 9º CONGRESSO FLORESTAL NACIONAL para o período 2022-2026, são os seguintes:
Mesa da Assembleia Geral: Maria Emília Calvão Moreira da Silva (Presidente), Susana Saraiva Dias  (Vogal) e Pedro Vilas Boas Marques (Vogal). 
Direcção: José de Jesus Gaspar (Presidente), Leónia do Carmo Santos Nunes  (Vice-Presidente), João Carlos Azevedo (Vice-Presidente), Nuno Almeida Ribeiro (Secretário) e José Tadeu Marques Aranha (Tesoureiro).
Conselho Fiscal: Maria Alice da Silva Pinto (Presidente), Hélder filipe dos Santos Viana (Secretário) e Maria da Conceição Almeida Colaço (Relator).
Delegados: Jorge Miguel Alvão Serra Leite da Cunha (Continente), Anabela Miranda Isidoro (RA Açores) e Manuel António Madama Filipe (RA Madeira).
Corpos sociais da SPFC em mandatos anteriores:
2018-2022
Mesa da Assembleia Geral: Maria Helena Almeida (Presidente), Susana Saraiva Dias  (Vogal) e Paulo Fernandes (Vogal).
Direcção: Maria Emília Moreira da Silva (Presidente), José Gaspar (Vice-Presidente), Paulo Mateus (Vice-Presidente), Nuno Almeida Ribeiro (Secretário) e Maria Alice Pinto (Tesoureiro).
Conselho Fiscal: João Carlos Azevedo (Presidente), Elisabete Abreu (Secretário) e Leónia Nunes (Relator).
Delegados:  Maria Alice da Silva Pinto (Continente), Vasco Medeiros (RA Açores) e Manuel António Madama Filipe (RA Madeira).

2014 a 2018
Mesa da Assembleia Geral: Maria Helena Almeida (Presidente), Nuno Calado  (Vogal) e Luís Leal (Vogal).
Direcção: Francisco Castro Rego (Presidente), José Luís Lousada (Vice-Presidente), Graça Maria Louro (Vice-Presidente), Miguel Galante (Secretário) e Paulo Godinho Ferreira (Tesoureiro).
Conselho Fiscal: Maria Adelaide Germano (Presidente), Amílcar Teixeira (Secretário) e Francisco Góis (Relator).
Delegados: Maria Emília Moreira da Silva (Continente), Vasco Medeiros (RA Açores) e António Manuel Filipe (RA Madeira).
2010 a 2013:
Mesa da Assembleia Geral: Maria Helena Almeida (Presidente), José António Ribeiro Lopes  (Vogal) e Luís Leal (Vogal).
Direcção: Maria do Loreto Monteiro (Presidente), João Bento (Vice-Presidente), Graça Maria Louro (Vice-Presidente), Jorge Cunha (Secretário) e Nuno Calado (Tesoureiro).
Conselho Fiscal: José Luís Lousada (Presidente), Paulo Godinho Ferreira (Secretário) e Maria Adelaide Germano (Relator).
Delegados: Hugo Jóia (Continente), Vasco Medeiros (RA Açores) e António Manuel Filipe (RA Madeira).
Os corpos sociais para períodos anteriores a 2010 podem ser consultados nas páginas web da SPCF.